# Ernesto Guerra

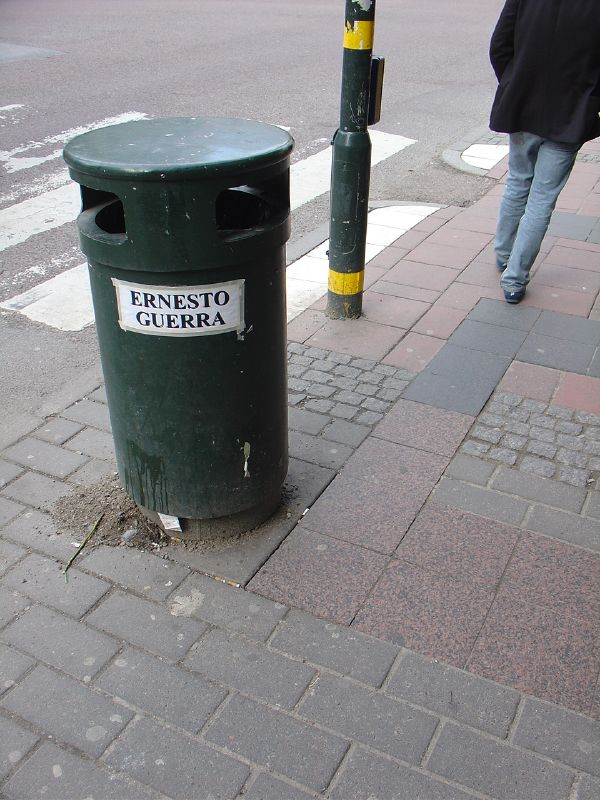
Papperskorg med en Ernesto Guerra-lapp på.

Ernesto Guerra, född 9 november 1957, är en svensk-colombiansk författare och konstnär. Han bor och verkar i Sverige sedan 1988.
Guerras alster består av upptejpade papperslappar med antingen bara hans eget namn på eller egna längre texter. Han har varit aktiv sedan 1998, främst i Stockholm. Guerra lider av schizofreni och autism och bedriver enligt egen utsago sin affischeringsverksamhet för att må bättre. Till en början fungerade den för Guerra som en väg in i det svenska samhället och språket.
Ernesto Guerra har även på egen bekostnad låtit trycka upp och ge ut ett trettiotal egna böcker. 2006 utkom en samlingsbok på förlaget Latifeh i samarbete med tidningen Gringo.